# Liste der Monuments historiques in La Chapelle-Saint-Luc
Die Liste der Monuments historiques in La Chapelle-Saint-Luc führt die Monuments historiques in der französischen Gemeinde La Chapelle-Saint-Luc auf.

## Liste der Immobilien
| Bezeichnung   | Beschreibung            | Standort                  | Kennzeichnung | Schutzstatus | Datum | Bild           |
| ------------- | ----------------------- | ------------------------- | ------------- | ------------ | ----- | -------------- |
| Kirche St-Luc | aus dem 16. Jahrhundert | 95 rue Jules Ferry (Lage) | PA00078073    | Classé       | 1907  | weitere Bilder |

## Liste der Objekte
| Bezeichnung                                                          | Beschreibung                                                                                           | Standort                    | Kennzeichnung | Schutzstatus | Datum | Bild |
| -------------------------------------------------------------------- | --- | --------------------------- | ------------- | ------------ | ----- | ---- |
| Retabel                                                              | mit Szenen aus dem Marienleben; Kalkstein, farbig gefasst, Ende des 16. Jahrhunderts                   | in der Kirche St-Luc (Lage) | PM10000491    | Classé       | 1913  |      |
| Taufbecken                                                           | Marmor, 17. Jahrhundert                                                                                | in der Kirche St-Luc (Lage) | PM10000498    | Classé       | 1913  |      |
| Gemälde Madonna mit Kind                                             | Ölfarbe auf Leinwand, 17. Jahrhundert; 1944 zerstört                                                   | in der Kirche St-Luc (Lage) | PM10000499    | Classé       | 1913  |      |
| Gemälde Tod der Saphira                                              | Ölfarbe auf Leinwand, erste Hälfte des 17. Jahrhunderts, Jacques de Létin zugeschrieben; 1944 zerstört | in der Kirche St-Luc (Lage) | PM10000500    | Classé       | 1939  |      |
| Skulptur eines Abtes                                                 | Kalkstein, farbig gefasst und vergoldet, 16. Jahrhundert                                               | in der Kirche St-Luc (Lage) | PM10002997    | Classé       | 1913  |      |
| Sechs Kirchenfenster                                                 | aus dem 16. Jahrhundert                                                                                | in der Kirche St-Luc (Lage) | PM10000492    | Classé       | 1907  |      |
| Relief Hubertuslegende                                               | Kalkstein, übertüncht, 16. Jahrhundert                                                                 | in der Kirche St-Luc (Lage) | PM10000495    | Classé       | 1908  |      |
| Skulptur Madonna mit Kind                                            | Kalkstein, farbig gefasst, 13. oder 14. Jahrhundert                                                    | in der Kirche St-Luc (Lage) | PM10000493    | Classé       | 1908  |      |
| Tabernakel                                                           | Holz, vergoldet, 17. Jahrhundert; 1944 zerstört                                                        | in der Kirche St-Luc (Lage) | PM10000496    | Classé       | 1908  |      |
| Schranke um das Taufbecken                                           | Eichenholz, 17. Jahrhundert                                                                            | in der Kirche St-Luc (Lage) | PM10000497    | Classé       | 1908  |      |
| Triptychon: Mater dolorosa, Beschneidung Christi und Jesus im Tempel | Ölfarbe auf Holz, um 1551; im Hôtel de Vauluisant in Troyes deponiert                                  | in der Kirche St-Luc (Lage) | PM10000494    | Classé       | 1908  |      |